# Грлић материце
Грлић матрице (лат. cervix) је фибромускуларни доњи дио материце, цилиндричног облика, и саставни је дио женског репродуктивног система. Спаја материцу са вагином и омогућава одлив крви из материце у току менструације, као и пролазак сперматозоида у материцу. 
У просјеку је дужине 2 до 3 cm, пречника 1,5 до 2 cm. У току трудноће он мијења свој облик и величину, у зависности од периода трудноће. У току порођаја промјер је и до 10 cm, како би новорођенче могло несметано да прође. На физиологију грлића материце такође утиче и менструални циклус, тачније хормони који се луче у току њега.

## Особине
Цервикс има глатку, сјајну површину с малим, заобљеним вратним отвором на назубљењима и попут уста рибе код жена које су  већ имале порођај вагиналним путем.
Под микроскопом, епител који покрива грлић матернице је сквамозан, некератинизирајући епител (без кератина). Од базалне ламине до најудаљенијег слоја епителних ћелија грлића материце, примећује се све већи степен зрелости ћелија.

## Структура
- Егзоцервикс или ектоцервикс -  То је дио грлића материце који се најлакше види кроз вагину у току колпоскопије. Окружен је горњим дијелом вагиналног свода, који га дијели на два дијела - вагинални и суправагинални дио. Прекривен је вишеслојним, ружичастим, слојевито сквамозним епителом, који садржи гликоген.

- Ендоцервикс није у великој мјери видљив. Налази се у средишту грлића матернице и чини ендоцервикални канал који повезује спољни отвор матернице са шупљином матернице. Прекривен је црвенкастим једнослојним цилиндричним епителом.[2]

- Спољни отвор врата матернице је дио којим цервикални канал грлића материце комуницира са унутрашњим отвором врата матернице. Мијења се према стању - у мировању је као кружни отвор с малим промјером, а изглед мијења услијед контракција, стичући изглед попречног и звјезданих расједа у случајевима косих сужења, која деформишу архитектуру грлића материце.

- Унутрашњи отвор врата матернице - Не види се голим оком, потребан је трансвагинални ултразвук да би се приказао. Обично је у промјеру до 10 мм, ограничава ендоцервикални канал с матерницом, на нивоу структуре познате као истмус. Током нормалне трудноће има функцију сфинктера, што код неуспјеха узрокује неспособност грлића матернице са превременом дилатацијом грлића матернице, што узрокује касни побачај и прерано рођење.

- Сквамозно-цилиндрични спој је егзоендо-цервиксни, цилиндрично-епидермоидни спој.  Састављен је од цилиндричног епитела са сквамозним епителом и обично се налази у спољном отвору грлића матернице, али варира у зависности од старости, периода  менструацијског циклуса и других фактора, као што су трудноћа и употребе контрацептива, орално или вагинално.

Ово прелазно подручје од једног епитела до другог, мјесто је за честе болести попут рака грлића материце.

## Патологија грлића матернице

### Упала грлића материце
Упала грлића материце, лат. cervicitis је акутна или хронична упала грлића матернице, углавном праћена  инфекцијама патогена попут гонокока, хламидија, Трицхомонас вагиналис (паразити), Кандида или Мyцопласма; или путем вагиналних сапрофитних организама као што су стрептококе, ентерококе и стафилококе. Акутна упала грлића материце је уобичајена презентација пуерперија. 

### Бенигни тумори
Од бенигних тумора, углавном се јављају ендоцервикални полипи од везивног ткива, моностратифицирани цилиндрични тип, који потиче од хиперплазије ендоцервикалне жлијезде, смјештене у ендоцервиксу и ендоцервиксном каналу, са великом хистолошком сличности с онима које налазимо у ендометријуму.

### Интерепителна неоплазма грлића матернице
Иако нису карциномске  ћелије  цервикснне интраепителне неоплазме су  повезане са вирусом хуманог папилома. Сматра се да дисплазје имају тенденцију ка малигности, нарочито у касним фазама.